# Парки
Па́рките (на латински: parcae) са трите богини на съдбата в римската митология, дъщери на Юпитер и Юстиция, които съответстват на мойрите в древногръцката митология:
- Нона (на латински: Nona, името ̀и означава буквално „Девета“) преде нишката на човешкия живот (отговаря на мойрата Клото),
- Децима (на латински: Decima, букв. „Десета“) определя дължината на тази нишка (отговаря на мойрата Лахезис), а
- Морта (на латински: Morta, букв. „Мъртва“) я реже и така прекъсва живота (отговаря на мойрата Атропос).